# Hatice Kübra İlgün
Hatice Kübra İlgün (Carse, 1 de janeiro de 1993) é uma taekwondista turca, medalhista olímpica.

## Carreira
İlgün conquistou a medalha de bronze nos Jogos Olímpicos de Verão de 2020 em Tóquio, após confronto na semifinal contra Kimia Alizadeh na categoria até 57 kg. Ela ganhou a medalha de prata no Campeonato Mundial de Taekwondo de 2017 na divisão peso pena. 